# 路易·德·貝夏媚
路易·德·貝夏媚（1630年—1703年），是法国瓦兹省克莱蒙区利昂库尔县（Liancourt）的一个市镇努万泰的一位侯爵，是法蘭西帝國的金融家和藝術贊助人。

## 生平
路易貝夏媚是讓-巴蒂斯特·貝夏媚（Jean-Baptiste Béchameil）的兒子，也是一位富有的稅官和奧爾良公爵第五王朝的腓力二世的總行政官：他是旧制度下布列塔尼和圖爾财政区的行政官员。1697年，他購入努万泰侯國，後來還成為了路易十四的總管家。

## 白汁

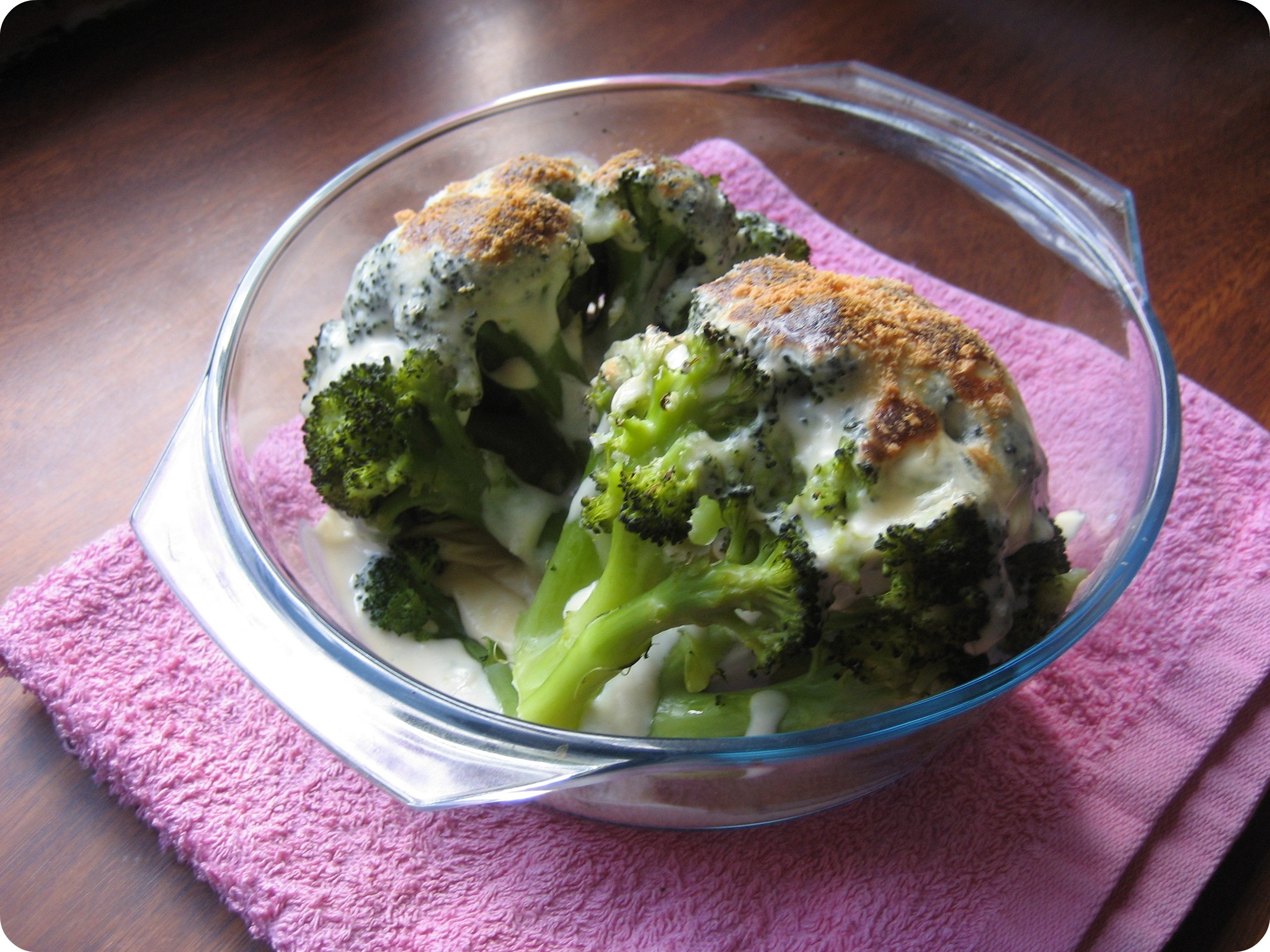
白汁西蘭花

白汁又名貝夏媚醬（sauce béchamel），因為他改良了原來由于克塞莱侯國的廚師弗朗索瓦·皮埃爾·德拉瓦雷納（1615年–1678年）用奶油製作的醬，用了奶油炒麵糊來取代奶油。